# The End of Evangelion
The End of Evangelion (jap. 新世紀エヴァンゲリオン劇場版 Air/まごころを、君に Shin seiki evangerion gekijōban ea/magokoro o, kimi ni) – film animowany w reżyserii Hideaki Anno. Film prezentuje zakończenie popularnego animowanego serialu telewizyjnego Neon Genesis Evangelion. Wielu odbiorców serialu było nieusatysfakcjonowanych 25 i 26 odcinkiem, których akcja prawie w całości rozgrywa się w umysłach bohaterów. Odcinek 25 pierwotnie miał mieć miejsce w świecie fizycznym, ale plany zostały zmienione ze względu na ograniczenie budżetu. Film został podzielony na dwie części, Odcinek 25: Air i Odcinek 26: まごころを、君に (Magokoro o, kimi ni).
Część pierwsza, Odcinek 25: Air, jest oparta na poprzednim filmie, Rebirth. Rebirth jest zgodny mniej więcej z 2/3 Air. End of Evangelion stał się później drugą połową Revival of Evangelion, połączeniem Death(true)² i End of Evangelion.
W przeciwieństwie do pokazanego jako dobre zakończenie anime w serialu, film pokazuje apokaliptyczne ukończenie Projektu Dopełnienia Ludzkości, gdzie indywidualne tożsamości zostają zniszczone i tworzy się pojedyncza forma zawierająca wszystkie żyjące istoty; ludzkie Pola AT zostają zniszczone i wszyscy obracają się w LCL. W filmie, Shinji odrzuca Projekt Dopełnienia (wybiera indywidualne życie), a w serialu nie jest to jednoznacznie pokazane.
Od 21 czerwca 2019 roku film jest dostępny z polskimi napisami na Netflix Polska.

## Fabuła
Ten opis fabuły zawiera jedynie zdarzenia, które miały miejsce w filmie, a nie sceny introspekcyjne, gdzie szeroko pokazane są emocje i uczucia bohaterów.
Film rozpoczyna się próbą włamania i przejęcia kontroli nad superkomputerami MAGI w głównej kwaterze NERVu przez SEELE; Gendo Ikari oszukał SEELE – miał swój własny plan dotyczący Projektu Dopełnienia Ludzkości. Ritsuko Akagi uruchamia system obronny, który ma chronić MAGI przez 62 godziny. SEELE jest zmuszona wysłać wojsko, które ma bezpośrednio przejąć kontrolę nad GeoFrontem. Żołnierze bezlitośnie zabijają wszystkich ludzi, jakich napotkają na swojej drodze. Asuka, zdając sobie sprawę, że dusza jej matki została umieszczona w Jednostce 02, budzi się ze stanu śpiączki i broni GeoFront. SEELE wysyła Evangeliony Seryjnej Produkcji. Misato ciągnie opierającego się Shinji'ego do Jednostki 01 i przekonuje go do pilotowania jej, po czym umiera. Wbudowane baterie Jednostki 02 wyczerpują się po trzy i pół minutowej walce z Evangelionami Seryjnej Produkcji i EVA-02 zostaje kompletnie zniszczona.
Gendo Ikari tajemnie próbuje wywołać Projekt Dopełnienia Ludzkości w inny sposób niż chce tego SEELE, taki, który umożliwiłby mu ponowne spotkanie z jego zmarłą żoną. Rei, która jest niezbędna do przeprowadzenia tego planu w decydującym momencie odrzuca jednak żądania Gendo i sama łączy się z Lilith, przeobrażając się w olbrzymią świecącą postać; Rei/Lilith ostatecznie oddaje proces Dopełnienia w ręce Shinji'ego. Aby zmusić ludzi do samowolnego zniszczenia swoich Pól AT, Lilith przybiera różne, związane z emocjami danej osoby formy lub niszczy Pola AT „na siłę”. Po zneutralizowaniu Pola AT człowiek obraca się w płyn LCL.
Rozpoczyna się Dopełnienie, prawdopodobnie zgodnie z decyzją Shinji'ego z Evangeliona Jednostki 01. Jajo Lilith (nazywane Czarnym Księżycem) unosi się z GeoFrontu do rąk Lilith, która przyjęła kształt Rei i której rozmiary znacznie powiększyły się. Dusze wszystkich ludzi, reprezentowane przez czerwone punkty dążą do Jaja Lilith. Jednak w ostatnim momencie, Shinji odrzuca Dopełnienie i decyduje się na życie jako indywidualność, niwecząc cały postęp jaki Lilith przeprowadziła w Dopełnieniu. Fizyczna forma Lilith rozpada się i umiera, a Jajo eksploduje. Shinji powraca na ziemię w swojej fizycznej formie, a Jednostka 01 i Włócznia Longinusa odlatują w przestrzeń. Evangeliony Masowej Produkcji spadają na Ziemię w pozycjach przypominających krzyże. W ostatniej scenie filmu Shinji i Asuka ukazani są w opustoszałych ruinach Tokio-3. Stan reszty świata nie zostaje wyjaśniony.

## Powiązane
Red Cross Book (RCB) to nieoficjalna nazwa japońskiej broszury, która była sprzedawana w kinie ludziom, którzy przyszli na film End of Evangelion. Książeczka kosztowała 800 jenów. RCB ma format A4 i orientację poziomą. Okładka jest czarna z czerwonym krzyżem, na którym można zobaczyć napis „THE END OF EVANGELION”.
Książeczka to właściwie słownik terminów użytych w anime Neon Genesis Evangelion, mandze i dwóch filmach (Shin seiki Evangelion gekijōban Death & Rebirth i The End of Evangelion). Broszura została zatwierdzona przez reżysera Hideaki Anno i Gainax.